# Parafia św. Jana Pawła II w Ostrowcu Świętokrzyskim
Parafia św. Jana Pawła II w Ostrowcu Świętokrzyskim – parafia rzymskokatolicka znajdująca się w Ostrowcu Świętokrzyskim, w diecezji sandomierskiej w dekanacie Ostrowiec Świętokrzyski. 
Jest to pierwsza parafia pod tym wezwaniem w diecezji sandomierskiej.
Parafia erygowana została w 1984 z części parafii św. Michała Archanioła w Ostrowcu Świętokrzyskim i otrzymała nazwę parafia św. Józefa w Ostrowcu Świętokrzyskim. Jej siedzibą stała się ulica Stawki Denkowskie 19 na osiedlu Koszary.
Pierwszym kościołem parafialnym została kaplica św. Józefa, poświęcona 25 października 1980 roku. W 1988 roku ks. J. Beksiński rozpoczął budowę drugiej kaplicy – św. Rafała Kalinowskiego, którą poświęcił 21 listopada 1989 bp E. Materski.
W 2007 roku ks. D. Kowalski rozpoczął budowę nowego kościoła obok kaplicy św. Rafała Kalinowskiego. Budowa świątyni została ukończona w 2011 roku. Wtedy też dokonano rozbiórki kaplicy św. Rafała Kalinowskiego. W dniu 12 maja 2011 bp Krzysztof Nitkiewicz wyraził zgodę, by nowa świątynia parafialna nosiła tytuł bł. Jana Pawła II. Jednocześnie bp Nitkiewicz nadał od dnia 21 maja 2011 nowy tytuł parafii: św. Jana Pawła II. W dniu 21 maja 2011 bp Krzysztof Nitkiewicz dokonał poświęcenia nowego kościoła parafialnego.